# ネクロノミ子のコズミックホラーショウ
『ネクロノミ子のコズミックホラーショウ』（ネクロノミこのコズミックホラーショウ）は、Cygamesによる日本のオリジナルテレビアニメ。2025年7月よりTOKYO MXほかにて放送中。クトゥルフ神話を題材としており、邪神たちによってVRゲームの世界で行われるデスゲームにライバーが挑む物語が描かれる。

## 沿革
2024年12月、本作の制作が決定したことが発表される。2025年3月に7月から放送されることが発表され、6月1日に東京都内某所にて先行上映会が行われた。先行上映会では黒廼ミコ役の杉山里穂、神楽坂カンナ役の羽澄なな、舞夢坂舞由役の石見舞菜香、ゲームマスター役の安元洋貴が登場した。同日には、キービジュアル、メインPVが公開、オープニングテーマを緑仙が、エンディングテーマをVellが担当し、追加キャストが発表された。また、作中に登場する双子の邪神ツァールとロイガーを、同名の本作の公式VTuberであるツァールとロイガーが担当することも発表された。ツァールとロイガーはその夜に生配信を実施し、VTuberデビューした。

## 登場人物

### 人類
黒廼ミコ
声 - 杉山里穂
本作の主人公。ライバー。
役を演じる杉山によると、個性的なキャラクターである。性別は女性である。舞由と2人暮らし。
神楽坂カンナ
声 - 羽澄なな
役を演じる羽澄によると、ミコをライバル視しており、とげとげしい態度を見せるものの、「ミコや舞由に心を許す一面もあるなど、いろいろな表情を見せる」ところが可愛いキャラクターである。
舞夢坂舞由
声 - 石見舞菜香
ミコの幼なじみで友人。邪神たちによって昏睡させられている。
役を演じる石見によると、「とても無邪気で可愛い」キャラクター。
エイタ
声 - 川島零士
プロゲーマー。
佐野清司郎
声 - 田丸篤志
役を演じる田丸によると、「落ち着きのある優しい男性のように見える」キャラクターである。
つかさつぐみ
声 - 荻野葉月
NAO-KICHI
声 - 市川太一
鷹城ヒロシ
声 - 夏目響平
天叢ケイ
声 - 渡部紗弓
ゲーム会社に勤務している。
役を演じる渡部によると、クールな才女のお姉さんなキャラクター。
ハンターJOE
声 - 平田広明

### 邪神
クトゥルフ
声 - 石見舞菜香
邪神界のプリンセスで水の精の首領。舞由の姿を使用しており、光沢のある女王様のような衣装を着ている。一人称は「余」。
ハスター
声 - 興津和幸
風の精の首領。
ガタノソア
声 - 小西克幸
グア
声 - 伊藤彩沙
ツァール / ロイガー
声 - ツァール / ロイガー
双子の邪神。
チクタクマン
声 - 安元洋貴
ゲームマスター。

## スタッフ
- 原作 - TOKYO邪神学園[1]
- 監督 - 松根マサト[1]
- ストーリー原案・シリーズ構成 - 上江洲誠[1]
- キャラクター原案 - 鈴木次郎[1]
- キャラクターデザイン - こすが洋[4]
- プロップデザイン - 嘉村有一朗
- 眷属デザイン - 高村遼太郎
- 美術監督 - 中田洵輝[4]
- 美術設定 - 須江信人[4]、竹内柚紀、榑松迪加、斉婉延
- 色彩設計 - 伊東さき子[4]
- 撮影監督 - 竹沢裕一[4]
- 3D制作 - サムライピクチャーズ[4]
- 3DCGディレクター - 佐藤貴之
- 編集 - 須藤瞳[4]
- 音響監督 - 山口貴之[4]
- 音響制作 - dugout[4]
- 音楽 - Evan Call[1]
- 音楽制作 - ミラクル・バス[4]
- 音楽プロデューサー - 池田貴博[4]
- プロデューサー - 秋田穣、新井皐太、藤野麻耶、竹内敬太、黒田健史、塩谷尚史、井上秀也、青木隆夫、嶋崎英郎
- アニメーションプロデューサー - 山口優人
- アニメーション制作 - Studio五組[1]
- 製作 - メガロックス社広報宣伝部

## 主題歌
「確証論」
緑仙によるオープニングテーマ。作詞は緑仙とRUCCA、作曲・編曲はeba。
「PANDORA feat.のあ（fromのあ ）」
Vellによるエンディングテーマ。作詞・作曲はVell。

## 各話リスト
| 話数 | サブタイトル                                                    | 脚本       | 絵コンテ          | 演出         | 作画監督                                                                                            | 総作画監督        | 初放送日      |
| ---- | --------------------------------------------------------------- | ---------- | ----------------- | ------------ | --------------------------------------------------------------------------------------------------- | ----------------- | ------------- |
| #01  | 【初見】邪神ゲーム体験版やってみた【クトゥルフ】                | 上江洲誠   | 松根マサト 森邦宏 | 富田祐輔     | こすが洋                                                                                            | こすが洋          | 2025年 7月1日 |
| #02  | 【正気度】弱ライバーで集まってみた【旧支配者】                  | 上江洲誠   | 信田ユウ          | 川上リョーマ | 嘉村有一朗 栗原基樹 平田雄三 趙禮琳 福江光恵 洪範錫                                                 | こすが洋          | 7月8日        |
| #03  | 【PvE】たのしい邪神学園【ショゴス】                             | 上江洲誠   | 清水聡            | 宮田政典     | 酒井孝裕                                                                                            | こすが洋          | 7月15日       |
| #04  | 【謎解き】ホテルリバーサルへようこそ【脱出ゲーム】              | 蒼樹靖子   | 信田ユウ          | 川上リョーマ | 嘉村有一朗 洪範錫 松村康功 池田竜也 趙禮琳                                                          | こすが洋          | 7月22日       |
| #05  | 【アップダウン】クイズ人間性は本当にクソゲーか？【横取り100万】 | 上江洲誠   | 五十川久史        | 五十川久史   | 酒井孝裕                                                                                            | こすが洋          | 7月29日       |
| #06  | 【グルメ】一日復活した邪神に呼び出されてみた【古都】            | 上江洲誠   | 富田祐輔          | 富田祐輔     | 趙禮琳 大野薫野                                                                                     | こすが洋          | 8月5日        |
| #07  | 【邪神覚醒】決戦！京都タワーディフェンス【クトゥグア】          | 松根マサト | 清水聡            | 宮田政典     | 洪範錫 趙禮琳 嘉村有一朗 池田竜也 篁馨 正金寺直子 平田雄三 正木優太 大竹晃裕 野口啓生 金子匡邦 神龍 | こすが洋 平田雄三 | 8月12日       |
| #08  | 【火消し】ミコとカンナでテレビ出演してみた【教祖】              | 上江洲誠   | 信田ユウ          | 五十川久史   | 中村進也 笠野充志 洪範錫 趙禮琳 大野薫野 篁薫 木村行隆 中島大智 大竹晃裕 黄薇霓 朴そよん            | こすが洋 平田雄三 | 8月19日       |

## 放送局
| 放送期間       | 放送時間                     | 放送局      | 対象地域   | 備考                                            |
| -------------- | ---------------------------- | ----------- | ---------- | ----------------------------------------------- |
| 2025年7月1日 - | 火曜 23:30 - 水曜 0:00       | TOKYO MX    | 東京都     | 製作参加                                        |
| 2025年7月2日 - | 水曜 1:19 - 1:49（火曜深夜） | 関西テレビ  | 近畿広域圏 | 製作参加                                        |
|                | 水曜 2:33 - 3:03（火曜深夜） | CBCテレビ   | 中京広域圏 | 『アガルアニメ Type-C』枠                       |
|                | 水曜 3:00 - 3:30（火曜深夜） | RKB毎日放送 | 福岡県     |                                                 |
| 2025年7月3日 - | 木曜 0:00 - 0:30（水曜深夜） | BS日テレ    | 日本全域   | 製作参加 / BS/BS4K放送 / 『アニメにむちゅ〜』枠 |

| 配信開始日   | 配信時間                | 配信サイト | 備考                 |
| ------------ | ----------------------- | --- | -------------------- |
| 2025年7月1日 | 火曜 23:30 更新         | U-NEXT アニメ放題 | 地上波同時・最速配信 |
| 2025年7月5日 | 土曜 12:00 以降順次更新 | ABEMA dアニメストア DMM TV FOD Hulu J:COM STREAM Lemino milplus Prime Video TELASA TVer カンテレドーガ ニコニコチャンネル ニコニコ生放送 バンダイチャンネル |                      |

## BD
| 巻 | 発売日            | 収録話         | 規格品番  |
| -- | ----------------- | -------------- | --------- |
| 1  | 2025年11月5日予定 | 第1話 - 第4話  | BIXA-1491 |
| 2  | 2025年12月3日予定 | 第5話 - 第8話  | BIXA-1492 |
| 3  | 2026年1月7日予定  | 第9話 - 第12話 | BIXA-1493 |

## Webラジオ
本作の公式Webラジオが6月27日から配信されている。パーソナリティは安元洋貴、アシスタントは羽澄ななが担当。

## VTuber
本作公式VTuberであるツァール役のツァールと、ロイガー役のロイガーがYouTubeにてライブ配信やショート動画の投稿を行っている。